# Muzeum Rybackie Pod Strzechą w Jastarni
Muzeum Rybackie Pod Strzechą w Jastarni – prywatne muzeum położone w Jastarni, jego właścicielem jest Juliusz Struck. 
W ramach muzealnej ekspozycji prezentowane są sieci oraz dawne narzędzia do połowu ryb. Odtworzono również izbę rybacką z początków XIX wieku, w której prezentowane są ówczesne przedmioty gospodarstwa domowego. Na parterze muzeum działa zakład szkutniczy, wytwarzający łodzie i części do małych statków. Podczas zwiedzania muzeum wysłuchać można opowieści i legend kaszubskich.
Muzeum jest obiektem sezonowym, czynnym w sezonie letnim. W pozostałej części roku otwierane jest po uzgodnieniu z właścicielem.